# French Open 1991
Wielkoszlemowy turniej tenisowy French Open w 1991 rozegrano w dniach 27 maja - 9 czerwca, na kortach im. Rolanda Garrosa.

## Zwycięzcy

### Gra pojedyncza mężczyzn
Jim Courier (USA) - Andre Agassi (USA) 3-6, 6-4, 2-6, 6-1, 6-4 

### Gra pojedyncza kobiet
Monica Seles (USA) - Arantxa Sánchez Vicario (ESP) 6-3, 6-4 

### Gra podwójna mężczyzn
John Fitzgerald (AUS) / Anders Järryd (SWE) - Rick Leach / Jim Pugh (USA) 6-0, 7-6 

### Gra podwójna kobiet
Gigi Fernández (USA) / Jana Novotná (CZE) - Łarysa Neiland (LAT) / Natalla Zwierawa (BLR) 6-4, 6-0

### Gra mieszana
Helena Suková / Cyril Suk (CZE) - Caroline Vis / Paul Haarhuis (NED) 3-6, 6-4, 6-1 

### Rozgrywki juniorskie
- chłopcy:

Andrij Medwediew (UKR) - Thomas Enqvist (SWE) 6-4, 7-6 
- dziewczęta:

Anna Smasznowa (ISR) - Inés Gorrochategui (ARG) 2-6, 7-5, 6-1